# Waltraut Munk
Waltraut Johanna Maria Jacobovics Munk (Trieste, Império Austro-húngaro, atual Itália, 14 de maio de 1909 - Baden, Áustria, 30 de janeiro de 1978), também conhecida como Traute Jacobovics e pelo nome artístico Traute Janin foi uma atriz de teatro austríaca de origem judaica. Com a ascenção do nazismo na Europa, migrou para o Brasil onde viveu de 1938 até a década de 1970.
Traute Janin iniciou sua carreira como atriz em 1934 no teatro no Teatro Alemão de Viena (Deutches Theather Wien), onde permaneceu até o ano seguinte. Em 1935, enquanto atuava no Teatro Municipal da Cidade de Viena, foi aprovada no exame para atuar como atriz profissional.
Em 1937, aderiu às vanguardas e começou a trabalhar no teatro coletivo Die Insel (A ilha), também em Viena, que se dedicava a encenar peças de autores como Paul Claudel e Goldoni.
Após a anexação da Áustria pela Alemanha, o Die Insel foi ocupado pela SS nazista em 12 de março de 1938, sendo obrigado a fechar as portas.

## Migração para o Brasil
Diante da ameaça nazista, Waltraut Munk juntou-se ao chamado grupo Görgen, formado por pouco mais de 40 pessoas perseguidas pelo Partido do Nacional Socialismo por motivos raciais ou por integrarem a resistência política e religiosa. Liderado pelo historiador e professor alemão Hermann Mathias Görgen e apoiados por uma iniciativa diplomática negociada entre Brasil e Vaticano, o grupo migrou para o Brasil com vistos permanentes sob a justificativa de trabalhar na fábrica recém montada no município de Juiz de Fora, Minas Gerais, em nome do próprio Görgen.
Em 11 de maio de 1941, a bordo do Vapor Cabo de Hornos, desembarcou no Rio de Janeiro, então capital do Brasil.
Não permanecendo na fábrica, Waltraut Munk passou a viver no Rio de Janeiro, onde dedicou-se à venda de artesanato. Em 1943, foi indicada pelo diretor Jacques Arndt e pelo escritor Kurt Pahlen para atuar no grupo Freie Deustche Bühne, em Buenos Aires, mas não conseguiu o visto necessário para entrar na Argentina.

### Atuação no Brasil
No ano de 1946, Traute Janin passou a integrar o teatro Independente de Artistas Europeus, formado por um conjunto de doze atores e atrizes refugiadas no Rio de Janeiro.

### Morte
Pouco se sabe sobre a vida de Traute Janin no Brasil, porém na década de 1970, com a saúde frágil, foi levada por amigos na Áustria, onde morreu em 1978.

### Algumas peças em que atuou
- A pobreza (1946);
- O albergue (1947);
- Tempestade em Copo d'Água (1957).